# Albert Einstein (ruimtevaartuig)
De Albert Einstein ATV of Automated Transfer Vehicle-4 was een Europees onbemand ruimtevaartuig vernoemd naar de fysicus Albert Einstein. Het was het vierde in een reeks van vijf ATV's die als taak hebben het Internationaal Ruimtestation ISS te bevoorraden. De volgende lancering, van ATV-5 Georges Lemaître, vond plaats in 2014.

## Missieverloop
ATV-4 werd gelanceerd op 5 juni 2013 om 21:52 UTC vanop het Centre Spatial Guyanais nabij Kourou met een Ariane 5ES. Bij de start woog het tuig 20.190 kilogram. Het was daarmee het zwaarste ruimtevaartuig tot dan toe gelanceerd door een Ariane-raket; de voorganger ATV Edoardo Amaldi was ongeveer 150 kg minder zwaar.
Op 15 juni werd ATV Albert Einstein gekoppeld aan de Zvezda-module van het ISS. Aan boord was allerlei vracht, drinkwater, brandstof, zuurstof en lucht voor het ISS. De stuwmotoren van Albert Einstein werden ook gebruikt om het ISS in een hogere baan te brengen ter compensatie van de wrijvingsverliezen in de buitenste atmosfeer.
Op 28 oktober 2013 om 08:55 UTC werd ATV-4 losgekoppeld van het ISS. Met afval uit het ruimtestation aan boord verbrandde ATV-4 op 2 november rond 12:04 UTC in de aardatmosfeer boven de Stille Oceaan.